# Каньйон-Сіті (Колорадо)
Каньйон-Сіті (англ. Cañon City) — місто (англ. city) в США, в окрузі Фремонт штату Колорадо. Населення — 17 141 особа (2020).

## Географія
Каньйон-Сіті розташований за координатами 38°26′31″ пн. ш. 105°13′15″ зх. д. / 38.44194° пн. ш. 105.22083° зх. д. (38.441873, -105.220894).  За даними Бюро перепису населення США в 2010 році місто мало площу 32,40 км², з яких 32,37 км² — суходіл та 0,03 км² — водойми.

### Клімат
| Клімат : Каньйон-Сіті   | Клімат : Каньйон-Сіті | Клімат : Каньйон-Сіті | Клімат : Каньйон-Сіті | Клімат : Каньйон-Сіті | Клімат : Каньйон-Сіті | Клімат : Каньйон-Сіті | Клімат : Каньйон-Сіті | Клімат : Каньйон-Сіті | Клімат : Каньйон-Сіті | Клімат : Каньйон-Сіті | Клімат : Каньйон-Сіті | Клімат : Каньйон-Сіті | Клімат : Каньйон-Сіті |
| Показник                | Січ.                  | Лют.                  | Бер.                  | Квіт.                 | Трав.                 | Черв.                 | Лип.                  | Серп.                 | Вер.                  | Жовт.                 | Лист.                 | Груд.                 | Рік                   |
| Абсолютний максимум, °C | 24,4                  | 25,0                  | 27,8                  | 31,1                  | 36,7                  | 38,9                  | 41,7                  | 37,8                  | 37,8                  | 32,8                  | 28,3                  | 24,4                  | 41,7                  |
| Середній максимум, °C   | 9,4                   | 11,1                  | 14,4                  | 18,3                  | 22,8                  | 28,9                  | 32,2                  | 30,6                  | 26,1                  | 20,6                  | 13,3                  | 9,4                   | 19,8                  |
| Середній мінімум, °C    | −6,7                  | −5                    | −2,2                  | 1,7                   | 6,7                   | 11,7                  | 15,0                  | 14,4                  | 8,9                   | 3,3                   | −2,2                  | −6,1                  | 3,3                   |
| Абсолютний мінімум, °C  | −30,6                 | −26,7                 | −22,2                 | −13,9                 | −9,4                  | −6,7                  | 5,0                   | 2,8                   | −3,9                  | −11,1                 | −31,1                 | −31,7                 | −31,7                 |
| Норма опадів, мм        | 12                    | 10                    | 27                    | 37                    | 42                    | 31                    | 45                    | 52                    | 31                    | 18                    | 20                    | 12                    | 338                   |
| ----------------------- | --------------------- | --------------------- | --------------------- | --------------------- | --------------------- | --------------------- | --------------------- | --------------------- | --------------------- | --------------------- | --------------------- | --------------------- | --------------------- |
| Джерело: Weather.com    |                       |                       |                       |                       |                       |                       |                       |                       |                       |                       |                       |                       |                       |

## Демографія
Згідно з переписом 2010 року, у місті мешкало 16 400 осіб у 6640 домогосподарствах у складі 4016 родин. Густота населення становила 506 осіб/км².  Було 7295 помешкань (225/км²).
Расовий склад населення:
| - 92,0 % — білих - 1,7 % — корінних американців - 1,7 % — чорних або афроамериканців - 0,6 % — азіатів - 1,7 % — осіб інших рас |

До двох чи більше рас належало 2,2 %. Частка іспаномовних становила 9,5 % від усіх жителів.
За віковим діапазоном населення розподілялося таким чином: 21,2 % — особи молодші 18 років, 58,4 % — особи у віці 18—64 років, 20,4 % — особи у віці 65 років та старші. Медіана віку мешканця становила 42,9 року. На 100 осіб жіночої статі у місті припадало 103,8 чоловіків;  на 100 жінок у віці від 18 років та старших — 102,9 чоловіків також старших 18 років.
Середній дохід на одне домашнє господарство  становив 49 057 доларів США (медіана — 38 323), а середній дохід на одну сім'ю — 55 537 доларів (медіана — 42 263). Медіана доходів становила 41 186 доларів для чоловіків та 31 599 доларів для жінок. За межею бідності перебувало 21,6 % осіб, у тому числі 39,4 % дітей у віці до 18 років та 6,4 % осіб у віці 65 років та старших.
Цивільне працевлаштоване населення становило 6128 осіб. Основні галузі зайнятості: освіта, охорона здоров'я та соціальна допомога — 23,0 %, роздрібна торгівля — 15,7 %, публічна адміністрація — 15,1 %.